# Iridomyrmex viridigaster
Iridomyrmex viridigaster is een mierensoort uit de onderfamilie van de Dolichoderinae. De wetenschappelijke naam van de soort is voor het eerst geldig gepubliceerd in 1941 door Clark.